# Lovgivende forsamlinger efter land
Dette er en liste over lovgivende forsamlinger efter land. En "lovgivende forsamling" er det generiske navn for de nationale parlamenter og kongresser der fungerer som generelle besluttende plenarforsamlinger af repræsentanter og som har magten til at lovgive.

## Navn på lovgivende forsamling
De lovgivende forsamlinger står angivet med deres navne på dansk og navnet på landets modersmål (mest benyttede sprog).

## Liste over lovgivende forsamlinger

### Overnationale lovgivende forsamlinger
| Organisation                          | Navn på forsamling           | Forsamlingsniveau | Mandat (år)       | Stemmesystem                                                         | Pladser | Befolkning pr. plads | BNP pr. plads (millioner USD) | Link                      |
| ------------------------------------- | ---------------------------- | ----------------- | ----------------- | -------------------------------------------------------------------- | ------- | -------------------- | ----------------------------- | ------------------------- |
| EU                                    | Europaparlamentet            | Etkammersystem    | 5                 | direkte, proportionelt                                               | 720     | 667.761              | 20.983                        | europarl.europa.eu        |
| Afrikanske Union                      | Panafrikanske parlament      | Etkammersystem    | 5                 | indirekte (udpeget af 47 ud af 53 nationale lovgivende forsamlinger) | 265     | 3.974.098,11         | 14.180                        | pan-africanparliament.org |
| Centralamerikanske integrationssystem | Centralamerikanske parlament | Etkammersystem    | Afhænger af land. | direkte, proportionelt                                               | 120     | 426.274,46           | 2,651.175                     | parlacen.int              |
| Mercosur                              | Mercosur-parlamentet         | Etkammersystem    | 5                 | direkte, indirekte (afhænger af landet) proportionelt                | 121     | 1.588.889            | 16.228                        | parlamentodelmercosur.org |
| CELAC                                 | Latin-amerikanske parlament  | Etkammersystem    | 5                 | direkte                                                              | 276     | ~                    | ~                             | parlatino.org             |
| Arabiske Liga                         | Arabiske parlament           | Etkammersystem    |                   |                                                                      |         |                      |                               |                           |

### Lovgivende forsamlinger i FN-medlemslande
| Land                          | Samlet navn på entitet                                                            | Navn på lovgivende forsamling                                                                                 | Niveau af lovgivende forsamling | Mandat (år) | Valgmetode | Pladser | Befolkning pr. plads | BNP pr. plads (millioner USD) | Link                                                                      |
| ----------------------------- | --------------------------------------------------------------------------------- | --- | ------------------------------- | --- | --- | ------- | -------------------- | ----------------------------- | ------------------------------------------------------------------------- |
| Afghanistan                   | Nationalforsamlingen                                                              | Folkets Hus (ولسي جرګه Wolesi Jirga)                                                                          | Underhus                        | 5 | Enkelt, ikke-overførbar stemme | 249     | 122.168              | 119                           | wj.parliament.af Arkiveret 20. februar 2016 hos Wayback Machine           |
| Afghanistan                   | Nationalforsamlingen                                                              | De Ældres Hus (مشرانوجرګه Meshrano Jirga)                                                                     | Overhus                         | 3, 4 og 5 | Majoritet og udpeget af præsidenten | 102     | 298.234              | 291                           | mj.parliament.af Arkiveret 3. marts 2016 hos Wayback Machine              |
| Albanien                      |                                                                                   | Parlamentet (Kuvendi i Shqipërisë)                                                                            | Etkammersystem                  | 4 | proportionel lukket liste | 140     | 20.226               | 177                           | parlament.al                                                              |
| Algeriet                      | Parlamentet                                                                       | Folkets Nationalforsamling (al-Majlis al-Sha'abi al-Watani)                                                   | Underhus                        | 6 | proportionel åben liste | 462     | 80.303               | 439                           | apn-dz.org                                                                |
| Algeriet                      | Parlamentet                                                                       | Nationens Råd (al-Majlis al-Umma)                                                                             | Overhus                         | 5 | Indirekte stemme og udpeget af præsidenten | 144     | 257.638              | 1,830                         | majliselouma.dz Arkiveret 24. oktober 2011 hos Wayback Machine            |
| Andorra                       |                                                                                   | Generalrådet (Consell General de les Valls)                                                                   | Etkammersystem                  | 4 | proportionel lukket liste | 28      | 2.789                | 161                           | consellgeneral.ad                                                         |
| Angola                        |                                                                                   | Nationalforsamlingen (Assembleia Nacional)                                                                    | Etkammersystem                  | 4 | proportionel partiliste | 220     | 84.081               | 525                           | parlamento.ao Arkiveret 14. februar 2018 hos Wayback Machine              |
| Antigua og Barbuda            | Parlamentet                                                                       | Repræsentanternes hus                                                                                         | Underhus                        | 5 | "First-past-the-post" | 19      | 4.305                | 82                            | ab.gov.ag Arkiveret 28. september 2013 hos Wayback Machine                |
| Antigua og Barbuda            | Parlamentet                                                                       | Senatet | Overhus                         | 5 | Udpeges af generalguvernøren | 17      | 4.811                | 92                            | ab.gov.ag Arkiveret 30. september 2015 hos Wayback Machine                |
| Argentina                     | Argentinas Nationalkongres (Congreso de la Nación Argentina)                      | Nationens Deputeretkammer (Cámara de Diputados de la Nación)                                                  | Underhus                        | 4 | proportionel lukket liste | 257     | 156.097              | 2,787                         | diputados.gov.ar                                                          |
| Argentina                     | Argentinas Nationalkongres (Congreso de la Nación Argentina)                      | Nationens Senat (Senado de la Nación)                                                                         | Overhus                         | 6 | Direkte afstemning | 72      | 557.181              | 9,950                         | senado.gov.ar                                                             |
| Armenien                      |                                                                                   | Nationalforsamlingen (Ազգային Ժողով Azgayin Zhoghov)                                                          | Etkammersystem                  | 5 | Direkte afstemning og proportionel lukket liste | 131     | 24.902               | 136                           | parliament.am                                                             |
| Australien                    | Australiens parlament                                                             | Repræsentanternes hus                                                                                         | Underhus                        | 3 | Præferentiel instant-runoff | 150     | 154.200              | 6,096                         | aph.gov.au                                                                |
| Australien                    | Australiens parlament                                                             | Senatet | Overhus                         | 6 | Enkelt, overførbar stemme | 76      | 304.342              | 12,032                        | aph.gov.au                                                                |
| Østrig                        | Parlamentet                                                                       | Nationalrådet (Nationalrat)                                                                                   | Underhus                        | 5 | mixed-member proportionel ("MMP") repræsentation | 183     | 43.895               | 1,923                         | parlament.gv.at Arkiveret 23. februar 2016 hos Wayback Machine            |
| Østrig                        | Parlamentet                                                                       | Føderale Råd (Bundesrat)                                                                                      | Overhus                         | 5 og 6 | Udpeget af delstatsparlamenterne | 62      | 129.563              | 5,677                         | parlament.gv.at Arkiveret 23. februar 2016 hos Wayback Machine            |
| Aserbajdsjan                  |                                                                                   | Nationalforsamlingen (Milli Məclis)                                                                           | Etkammersystem                  | 5 | Folkeafstemning | 125     | 73.320               | 744                           | meclis.gov.az                                                             |
| Bahamas                       | Parlamentetet                                                                     | Forsamlingskammeret                                                                                           | Underhus                        | 5 | Flertalsstyre | 38      | 9.326                | 283                           | bahamas.gov.bs                                                            |
| Bahamas                       | Parlamentetet                                                                     | Senatet | Overhus                         | 5 | Udpeget af generalguvernøren | 16      | 22.103               | 674                           | bahamas.gov.bs                                                            |
| Bahrain                       | Nationalforsamlingen                                                              | Repræsentanternes Råd (Majlis an-nuwab)                                                                       | Underhus                        | 4 | Folkeafstemning | 40      | 30.864               | 777                           | nuwab.gov.bh                                                              |
| Bahrain                       | Nationalforsamlingen                                                              | Konsultative råd (Majlis al-shura)                                                                            | Overhus                         | 4 | Udpeget af kongen | 40      | 30.864               | 777                           | shura.gov.bh Arkiveret 18. december 2007 hos Wayback Machine              |
| Bangladesh                    |                                                                                   | Nationens Hus (জাতীয় সংসদ Jatiyo Sangshad)                                                                       | Etkammersystem                  | 5 | Flertalsstyre | 350     | 466.909              | 818                           | parliament.gov.bd Arkiveret 17. maj 2016 hos Wayback Machine              |
| Barbados                      | Parlamentetet                                                                     | Forsamlingskammeret                                                                                           | Underhus                        | 5 | Folkeafstemning | 30      | 9.486                | 216                           | barbadosparliament.com Arkiveret 9. januar 2010 hos Wayback Machine       |
| Barbados                      | Parlamentetet                                                                     | Senatet | Overhus                         | 5 | Udpeget af generalguvernøren | 21      | 13.551               | 309                           | barbadosparliament.com Arkiveret 25. juli 2010 hos Wayback Machine        |
| Hviderusland                  | Nationalforsamlingen (Нацыянальны сход Nacyjanaĺny schod)                         | Repræsentanternes hus (Палата прадстаўнікоў Palata pradstaŭnikoŭ)                                             | Underhus                        | 4 | Folkeafstemning | 110     | 85.997               | 1,288                         | house.gov.by Arkiveret 16. januar 2010 hos Wayback Machine                |
| Hviderusland                  | Nationalforsamlingen (Нацыянальны сход Nacyjanaĺny schod)                         | Republikkens Råd (Савет Рэспублікі Saviet Respubliki)                                                         | Overhus                         | 4 | Valg af regionale råd og udpeget af præsidenten | 64      | 147.773              | 2,215                         | sovrep.gov.by Arkiveret 8. april 2015 hos Wayback Machine                 |
| Belgien                       | Føderale parlament (Federaal Parlement / Parlement fédéral / Föderales Parlament) | Repræsentanternes Kammer (Kamer van Volksvertegenwoordigers / Chambre des Représentants / Abgeordnetenkammer) | Underhus                        | 5 | Proportionel | 150     | 74.000               | 2,897                         | lachambre.be                                                              |
| Belgien                       | Føderale parlament (Federaal Parlement / Parlement fédéral / Föderales Parlament) | Senatet (Senaat / Sénat / Senat)                                                                              | Overhus                         | 5 | Valgt af regionale parlamenter | 60      | 185.000              | 7,242                         | senate.be                                                                 |
| Belize                        | Nationalforsamlingen                                                              | Repræsentanternes hus                                                                                         | Underhus                        | 5 | Folkeafstemning | 31      | 10.748               | 90                            | nationalassembly.gov.bz Arkiveret 4. marts 2016 hos Wayback Machine       |
| Belize                        | Nationalforsamlingen                                                              | Senatet | Overhus                         | 5 | Udpeget af generalguvernøren | 12      | 27.766               | 233                           | nationalassembly.gov.bz Arkiveret 3. marts 2016 hos Wayback Machine       |
| Benin                         |                                                                                   | Nationalforsamlingen (Assemblée Nationale)                                                                    | Etkammersystem                  | 4 | Folkeafstemning | 83      | 115.648              | 176                           | gouv.bj Arkiveret 20. juli 2015 hos Wayback Machine                       |
| Bhutan                        | Bhutans parlament                                                                 | Nationalforsamlingen (རྒྱལ་ཡོངས་ཚོགས་འདུ། Gyelyong Tshogdu)                                                        | Underhus                        | 5 | Folkeafstemning | 47      | 15.072               | 91                            | nab.gov.bt                                                                |
| Bhutan                        | Bhutans parlament                                                                 | Nationalrådet (རྒྱལ་ཡོངས་ཚོགས་སྡེ། Gyelyong Tshogde)                                                                | Overhus                         | 4 | Flertal og udpeget af kongen | 25      | 28.337               | 171                           | nationalcouncil.bt                                                        |
| Bolivia                       | Plurinationale Lovgivende Forsamling (Asamblea Legislativa Plurinacional)         | Deputeretkammeret (Cámara de Diputados)                                                                       | Underhus                        | 5 | Flertal og proportionel lukket liste | 130     | 83.905               | 391                           | diputados.bo Arkiveret 25. februar 2016 hos Wayback Machine               |
| Bolivia                       | Plurinationale Lovgivende Forsamling (Asamblea Legislativa Plurinacional)         | Senatorernes Kammer (Cámara de Senadores)                                                                     | Overhus                         | 5 | Proportionel lukket liste | 36      | 302.993              | 1,414                         | senado.bo Arkiveret 1. april 2005 hos Wayback Machine                     |
| Bosnien-Hercegovina           | Parlamentariske Forsamling (Parlamentarna skupština / Парламентарна скупштина)    | Repræsentanternes hus (Predstavnički dom / Zastupnički dom / Представнички дом)                               | Underhus                        | 4 | proportionel | 42      | 91.422               | 753                           | parlament.ba (Webside ikke længere tilgængelig)                           |
| Bosnien-Hercegovina           | Parlamentariske Forsamling (Parlamentarna skupština / Парламентарна скупштина)    | Folkenes Hus (Dom naroda / Дом народa)                                                                        | Overhus                         | 4 | Valgt af Nationalforsamlingen (Republika Srpska) for Republikken Srpska og af Folkenes Hus (Føderationen Bosnien og Hercegovina) for Føderation Bosnien og Hercegovina                    | 15      | 255.982              | 2,109                         | parlament.ba Arkiveret 22. marts 2016 hos Wayback Machine                 |
| Botswana                      | Botswanas parlament                                                               | Nationalforsamlingen                                                                                          | Etkammersystem                  | 5 | Folkeafstemning, flertalsparti og udpeget af præsidenten | 63      | 32.211               | 471                           | parliament.gov.bw Arkiveret 28. juni 2009 hos Wayback Machine             |
| Brasilien                     | Nationalkongressen (Congresso Nacional)                                           | Deputeretkammeret (Câmara dos Deputados)                                                                      | Underhus                        | 4 | proportionel åben liste | 513     | 371.798              | 4,471                         | camara.leg.br                                                             |
| Brasilien                     | Nationalkongressen (Congresso Nacional)                                           | Føderale Senat (Senado Federal)                                                                               | Overhus                         | 8 | Flertal | 81      | 2.354.724            | 28,320                        | senado.leg.br                                                             |
| Brunei                        |                                                                                   | Lovgivende Råd (Majlis Mesyuarat)                                                                             | Etkammersystem                  | Ingen tidsramme | Folkeafstemning og udpeget af sultanen | 36      | 11.355               | 582                           | majlis-mesyuarat.gov.bn Arkiveret 6. juli 2012 hos Wayback Machine        |
| Bulgarien                     |                                                                                   | Nationalforsamlingen (Народно събрание Narodno sabranie)                                                      | Etkammersystem                  | 4 | Folkeafstemning | 240     | 30.685               | 420                           | parliament.bg Arkiveret 3. marts 2016 hos Wayback Machine                 |
| Burkina Faso                  |                                                                                   | Nationalforsamlingen (Assemblée Nationale)                                                                    | Etkammersystem                  | 5 | folkeafstemning | 111     | 126.281              | 198                           | an.bf Arkiveret 28. januar 2006 hos Wayback Machine                       |
| Burundi                       | Parlamentet                                                                       | Nationalforsamlingen (Assemblée nationale)                                                                    | Underhus                        | 5 | direkte afstemning og udpeget af valgkommission | 118     | 74.570               | 43                            | assemblee.bi                                                              |
| Burundi                       | Parlamentet                                                                       | Senatet (Sénat)                                                                                               | Overhus                         | 5 | indirekte afstemning og udpeget af etniske grupper | 49      | 179.577              | 105                           | senat.bi                                                                  |
| Cambodja                      | Parlamentet (សភាតំណាងរាស្ត្រ ព្រះរាជាណាចក្រកម្ពុជា)                                              | Nationalforsamlingen (រដ្ឋសភាជាតិ; Rotsaphea)                                                                     | Underhus                        | 5 | folkeafstemning | 123     | 108.852              | 272                           | national-assembly.org.kh Arkiveret 2. november 2011 hos Wayback Machine   |
| Cambodja                      | Parlamentet (សភាតំណាងរាស្ត្រ ព្រះរាជាណាចក្រកម្ពុជា)                                              | Senatet (ព្រឹទ្ធសភា; Protsaphea)                                                                                  | Overhus                         | 6 | udpeget af monarken, valgt af Nationalforsamlingen og kommuneråd | 61      | 219.490              | 548                           | senate.gov.kh                                                             |
| Cameroun                      | Parlamentet                                                                       | Nationalforsamlingen                                                                                          | Underhus                        | 5 | folkeafstemning | 180     | 97.021               | 262                           | assemblenationale.cm Arkiveret 5. august 2009 hos Wayback Machine         |
| Cameroun                      | Parlamentet                                                                       | Senatet | Overhus                         | 5 | Indirekte afstemning (70), udpeget (30) | 100     | 174.638              | 472                           | ipu.org                                                                   |
| Canada                        | Parlamentet (Parlement)                                                           | Underhuset (Chambre des communes)                                                                             | Underhus                        | 4 | First-past-the-post | 338     | 104.571              | 5,214                         | parl.gc.ca Arkiveret 7. februar 2011 hos Wayback Machine                  |
| Canada                        | Parlamentet (Parlement)                                                           | Senatet (Sénat)                                                                                               | Overhus                         | Til man fylder 75 år eller trækker sig.                                                                                               | Udpeget af generalguvernøren | 105     | 318.825              | 13,296                        | sen.parl.gc.ca                                                            |
| Kap Verde                     |                                                                                   | Nationalforsamlingen (Asembleia Nacional)                                                                     | Etkammersystem                  | 5 | proportionel partiliste | 72      | 4.990                | 20                            | parlamento.cv                                                             |
| Centralafrikanske Republik    |                                                                                   | Nationalforsamlingen (Assemblée nationale)                                                                    | Etkammersystem                  | 5 | run-off majoritet | 100     | 38.951               | 36                            | assembleenationale-rca.org                                                |
| Tchad                         |                                                                                   | Nationalforsamlingen (Assemblée nationale)                                                                    | Etkammersystem                  | 4 | flertal og proportionel | 155     | 66.640               | 126                           |                                                                           |
| Chile                         | Nationalkongressen (Congreso Nacional)                                            | Deputeretkammeret (Cámara de Diputados)                                                                       | Underhus                        | 4 | folkeafstemning | 120     | 145.021              | 2,496                         | camara.cl Arkiveret 9. juli 2007 hos Wayback Machine                      |
| Chile                         | Nationalkongressen (Congreso Nacional)                                            | Republikkens Senat (Senado de la República)                                                                   | Overhus                         | 8 | folkeafstemning | 38      | 457.963              | 7,885                         | senado.cl                                                                 |
| Kina                          |                                                                                   | Nationale Folkekongres (全国人民代表大会 Quánguó Rénmín Dàibiǎo Dàhuì)                                        | Etkammersystem                  | 5 | valgt af kommunale, regionale og provinsielle kongresser og Folkets Befrielseshær | 2.987   | 448.518              | 3,783                         | npc.gov.cn                                                                |
| Colombia                      | Kongressen (Congreso)                                                             | Repræsentanternes kammer (Cámara de Representantes)                                                           | Underhus                        | 4 | folkeafstemning | 166     | 279.556              | 2,843                         | camararep.gov.co Arkiveret 6. august 2006 hos Wayback Machine             |
| Colombia                      | Kongressen (Congreso)                                                             | Senatet (Senado)                                                                                              | Overhus                         | 4 | folkeafstemning | 102     | 454.964              | 4,627                         | senado.gov.co                                                             |
| Comorerne                     |                                                                                   | Unionens forsamling (Assemblée de la Union)                                                                   | Etkammersystem                  | 5 | folkeafstemning og udpeget af lokale forsamlinger | 33      | 24.181               | 25                            | auc.km Arkiveret 30. oktober 2009 hos Wayback Machine                     |
| DR Congo                      | Parlamentet                                                                       | Nationalforsamlingen (Assemblée nationale)                                                                    | Underhus                        | 5 | proportionel åben liste | 500     | 143.425              | 50                            | assemblee-nationale.cd                                                    |
| DR Congo                      | Parlamentet                                                                       | Senatet (Sénat)                                                                                               | Overhus                         | 5 | valgt af provinsielle forsamlinger | 108     | 664.008              | 233                           | senat.cd                                                                  |
| Congo                         | Parlamentet (Parlement)                                                           | Nationalforsamlingen (Assemblée nationale)                                                                    | Underhus                        | 5 | folkeafstemning | 153     | 28.537               | 119                           | assemblee-nationale.cg                                                    |
| Congo                         | Parlamentet (Parlement)                                                           | Senatet (Sénat)                                                                                               | Overhus                         | 5 | indirekte afstemning | 52      | 83.966               | 350                           |                                                                           |
| Costa Rica                    |                                                                                   | Legislative Assembly (Asamblea Legislativa)                                                                   | Etkammersystem                  | 4 | folkeafstemning | 57      | 75.468               | 965                           | asamblea.go.cr                                                            |
| Kroatien                      |                                                                                   | Kroatiske forsamling (Hrvatski sabor)                                                                         | Etkammersystem                  | 4 | proportionel lukket liste | 151     | 28.414               | 532                           | sabor.hr                                                                  |
| Cuba                          |                                                                                   | Folkets styrkes nationalforsamling (Asamblea Nacional del Poder Popular)                                      | Etkammersystem                  | 5 | folkeafstemning og godkendelse fra specielle kandidatkommissioner | 614     | 18.308               | 185                           | parlamentocubano.cu                                                       |
| Cypern                        |                                                                                   | Repræsentanternes hus (Βουλή των Αντιπροσώπων Vouli Antiprosópon / Temsilciler Meclisi)                       | Etkammersystem                  | 5 | folkeafstemning af græske og tyrkiske cyprioter | 59      | 18.632               | 402                           | parliament.cy Arkiveret 23. februar 2016 hos Wayback Machine              |
| Tjekkiet                      | Tjekkiets parlament (Parlament České republiky)                                   | Deputeretkammeret (Poslanecká sněmovna)                                                                       | Underhus                        | 4 | folkeafstemning | 200     | 52.811               | 1,424                         | psp.cz                                                                    |
| Tjekkiet                      | Tjekkiets parlament (Parlament České republiky)                                   | Senatet (Senát)                                                                                               | Overhus                         | 6 | folkeafstemning | 81      | 130.397              | 3,517                         | senat.cz                                                                  |
| Danmark                       |                                                                                   | Folketinget                                                                                                   | Etkammersystem                  | 4 | proportionel mixed | 179     | 30.969               | 1,154                         | ft.dk                                                                     |
| Djibouti                      |                                                                                   | Nationalforsamlingen (Assemblée nationale)                                                                    | Etkammersystem                  | 5 | folkeafstemning | 65      | 12.587               | 35                            | assemblee-nationale.dj Arkiveret 30. november 2005 hos Wayback Machine    |
| Dominica                      |                                                                                   | Forsamlingskammeret                                                                                           | Etkammersystem                  | 5 | folkeafstemning og udpeget af præsidenten | 21      | 3.394                | 46                            | dominica.gov.dm Arkiveret 23. august 2020 hos Wayback Machine             |
| Dominikanske Republik         | National Congress (Congreso Nacional)                                             | Deputeretkammeret (Cámara de Diputados)                                                                       | Underhus                        | 4 | folkeafstemning | 183     | 51.520               | 510                           | camaradediputados.gob.do                                                  |
| Dominikanske Republik         | National Congress (Congreso Nacional)                                             | Senatet (Senado)                                                                                              | Overhus                         | 4 | folkeafstemning | 32      | 293.088              | 2,918                         | senado.gov.do                                                             |
| Østtimor                      |                                                                                   | Nationalparlamentet (Parlamento Nacional)                                                                     | Etkammersystem                  | 5 | proportionel | 65      | 16.408               | 146                           | parlamento.tl                                                             |
| Ecuador                       |                                                                                   | Nationalforsamlingen (Asamblea Nacional)                                                                      | Etkammersystem                  | 4 | proportionel lukket liste | 124     | 116.802              | 1,028                         | asambleanacional.gob.ec                                                   |
| Egypten                       | Parlamentet                                                                       | Repræsentanternes hus (مجلس الشعب Majilis Al-Sha’ab)                                                          | Etkammersystem                  | 5 | folkeafstemning og udpeget af præsidenten | 508     | 150.983              | 1,021                         | parliament.gov.eg                                                         |
| El Salvador                   |                                                                                   | Legislative Assembly (Asamblea Legislativa)                                                                   | Etkammersystem                  | 3 | folkeafstemning | 84      | 68.382               | 530                           | asamblea.gob.sv Arkiveret 23. september 2015 hos Wayback Machine          |
| Ækvatorialguinea              | Ækvatorialguineas parlament                                                       | Deputeretkammeret (Cámara de los Diputados)                                                                   | Underhus                        | 5 | Partiliste proportionel repræsentation | 100     | 16.220               | 172                           | presidencia-ge.org Arkiveret 22. januar 2016 hos Wayback Machine          |
| Ækvatorialguinea              | Ækvatorialguineas parlament                                                       | Senatet | Overhus                         | | folkeafstemning (55) og udpeget af præsidenten (15) | 70      | 23.171               | 246                           |                                                                           |
| Eritrea                       |                                                                                   | Nationalforsamlingen (Hagerawi Baito)                                                                         | Etkammersystem                  | 5 | folkeafstemning | 104     | 50.878               | 38                            |                                                                           |
| Estland                       |                                                                                   | Statsforsamlingen (Riigikogu)                                                                                 | Etkammersystem                  | 4 | folkeafstemning | 101     | 12.814               | 270                           | riigikogu.ee                                                              |
| Etiopien                      | Parlamentet                                                                       | Folkets Repræsentanters Hus (የሕዝብ ተወካዮች ምክር ቤት Yehizbtewekayoch Mekir Bet)                                    | Underhus                        | 5 | folkeafstemning | 547     | 135.134              | 173                           | ethiopar.net Arkiveret 25. august 2019 hos Wayback Machine                |
| Etiopien                      | Parlamentet                                                                       | Føderationens Hus (የፌዴሬሽን ምክር ቤት Yefedereshn Mekir Bet)                                                       | Overhus                         | 5 | valg af statsforsamlinger | 112     | 659.986              | 847                           | hofethiopia.org Arkiveret 4. marts 2016 hos Wayback Machine               |
| Mikronesien                   |                                                                                   | Kongressen | Etkammersystem                  | 4 | 10 ved FPTP og 4 ved proportionel repræsentation | 14      | 7.642                | 25                            | fsmcongress.fm Arkiveret 8. oktober 2007 hos Wayback Machine              |
| Fiji                          |                                                                                   | Parlamentet                                                                                                   | Etkammersystem                  | 4 | proportionel åben liste | 50      | 16.745               | 82                            | Archive                                                                   |
| Finland                       |                                                                                   | Parlamentet (Eduskunta)                                                                                       | Etkammersystem                  | 4 | proportionel åben liste | 200     | 25.900               | 978                           | eduskunta.fi                                                              |
| Frankrig                      | Parlamentet (Parlement)                                                           | Nationalforsamlingen (Assemblée nationale)                                                                    | Underhus                        | 5 | flertal | 577     | 113.258              | 3,843                         | assemblee-nationale.fr                                                    |
| Frankrig                      | Parlamentet (Parlement)                                                           | Senatet (Sénat)                                                                                               | Overhus                         | 6 | valgkollegium | 348     | 187.787              | 6,373                         | senat.fr                                                                  |
| Gabon                         | Parlamentet (Parlement)                                                           | Nationalforsamlingen (Assemblée nationale)                                                                    | Underhus                        | 5 | folkeafstemning | 121     | 12.190               | 203                           | assemblee.ga                                                              |
| Gabon                         | Parlamentet (Parlement)                                                           | Senatet (Sénat)                                                                                               | Overhus                         | 6 | valgt af kommunale råd og afdelingsråd | 102     | 14.460               | 240                           | senatgabon.net Arkiveret 2. marts 2016 hos Wayback Machine                |
| Gambia                        |                                                                                   | Nationalforsamlingen                                                                                          | Etkammersystem                  | 5 | folkeafstemning og udpeget af præsidenten | 53      | 25.673               | 65                            | assembly.gov.gm Arkiveret 26. februar 2016 hos Wayback Machine            |
| Georgien                      |                                                                                   | Parlamentet (საქართველოს პარლამენტი Sak'art'velos Parlamenti)                                                 | Etkammersystem                  | 4 | proportionel lukket liste og flertal | 150     | 29.794               | 163                           | parliament.ge                                                             |
| Tyskland                      |                                                                                   | Rigsdagen (Bundestag)                                                                                         | I/T (uofficielt underhus)       | 4 | flertal og proportionel lukket liste | 630     | 128.500              | 4,998                         | bundestag.de                                                              |
| Tyskland                      |                                                                                   | Forbundsrådet (Bundesrat)                                                                                     | I/T (uofficielt overhus)        | afhængigt af individuelle delstatsvalg                                                                                                | valgt af delstatsregeringer | 69      | 1.185.501            | 44,914                        | bundesrat.de                                                              |
| Ghana                         |                                                                                   | Parlamentet                                                                                                   | Etkammersystem                  | 4 | flertal | 228     | 106.286              | 328                           | parliament.gh                                                             |
| Grækenland                    |                                                                                   | Hellenske parlament (Βουλή των Ελλήνων Vouli ton Ellinon)                                                     | Etkammersystem                  | 4 | folkeafstemning | 300     | 35.958               | 981                           | hellenicparliament.gr                                                     |
| Grenada                       | Parlamentet                                                                       | Repræsentanternes hus                                                                                         | Underhus                        | 5 | folkeafstemning | 15      | 7.333                | 96                            | gov.gd                                                                    |
| Grenada                       | Parlamentet                                                                       | Senatet | Overhus                         | 5 | udpeget af regeringen og lederen af oppositionen | 13      | 8.461                | 111                           | gov.gd                                                                    |
| Guatemala                     |                                                                                   | Republikkens kongres (Congreso de la República)                                                               | Etkammersystem                  | 4 | proportionel lukket liste | 158     | 80.557               | 472                           | congreso.gob.gt                                                           |
| Guinea                        |                                                                                   | Nationalforsamlingen (Assemblée nationale)                                                                    | Etkammersystem                  | 5 | proportionel lukket liste | 114     | 88.227               | 100                           |                                                                           |
| Guinea-Bissau                 |                                                                                   | Nationale folkeforsamling (Assembleia Nacional Popular)                                                       | Etkammersystem                  | 4 | proportionel lukket liste | 100     | 13.454               | 19                            | anpguinebissau.org Arkiveret 3. marts 2016 hos Wayback Machine            |
| Guyana                        |                                                                                   | Nationalforsamlingen                                                                                          | Etkammersystem                  | 5 | folkeafstemning og udpeget af præsidenten | 65      | 11,583               | 88                            | parlamentet.gov.gy                                                        |
| Haiti                         | Nationalforsamlingen (Assemblée nationale)                                        | Deputeretkammeret (Chambre des Députés)                                                                       | Underhus                        | 4 | proportionel | 99      | 98.181               | 124                           | parlementhaitien.ht Arkiveret 8. august 2018 hos Wayback Machine          |
| Haiti                         | Nationalforsamlingen (Assemblée nationale)                                        | Senatet (Sénat)                                                                                               | Overhus                         | 6 | | 30      | 323.997              | 412                           | parlementhaitien.ht Arkiveret 8. august 2018 hos Wayback Machine          |
| Honduras                      |                                                                                   | Nationalkongressen (Congreso Nacional)                                                                        | Etkammersystem                  | 4 | proportionel åben liste | 128     | 58.823               | 278                           | congresonacional.hn Arkiveret 7. oktober 2011 hos Wayback Machine         |
| Ungarn                        |                                                                                   | Nationalforsamlingen (Országgyűlés)                                                                           | Etkammersystem                  | 4 | proportionel åben liste og Scorporo | 199     | 25.860               | 506                           | parlament.hu                                                              |
| Island                        |                                                                                   | Altinget (Alþingi)                                                                                            | Etkammersystem                  | 4 | proportionel mixed | 63      | 5.080                | 196                           | althingi.is                                                               |
| Indien                        | Parlamentet (संसद Sansad)                                                          | Folkets hus (लोक सभा Lok Sabha)                                                                                 | Underhus                        | 5 | folkeafstemning og udpeget af præsidenten | 545     | 2.192.379            | 8,075                         | loksabha.gov.in                                                           |
| Indien                        | Parlamentet (संसद Sansad)                                                          | Staternes råd (राज्य सभा Rajya Sabha)                                                                            | Overhus                         | 6 | udpeget af præsidenten og valgte medlemmer af staterne og territorierne | 250     | 4.840.773            | 17,831                        | rajyasabha.nic.in                                                         |
| Indonesien                    | Folkets rådgivende forsamling (Majelis Permusyawaratan Rakyat)                    | Folkets repræsentative råd (Dewan Perwakilan Rakyat)                                                          | Underhus                        | 5 | proportionel åben liste | 560     | 423.972              | 2,008                         | dpr.go.id Arkiveret 4. februar 2012 hos Wayback Machine                   |
| Indonesien                    | Folkets rådgivende forsamling (Majelis Permusyawaratan Rakyat)                    | Regionale repræsentative råd (Dewan Perwakilan Daerah)                                                        | Overhus                         | 5 | Enkelt, ikke-overførbar stemme | 132     | 1.798.669            | 8,520                         | dpd.go.id Arkiveret 3. december 2016 hos Wayback Machine                  |
| Iran                          |                                                                                   | Islamiske rådgivende forsamling (مجلس شورای اسلامی Majles-e Showrā-ye Eslāmī)                                 | Etkammersystem                  | 4 | folkeafstemning | 290     | 259.136              | 3,414                         | majlis.ir Arkiveret 25. september 2017 hos Wayback Machine                |
| Irak                          |                                                                                   | Repræsentanternes råd (مجلس النواب العراقي Majlis Al-Niwab Al-Iraqi)                                          | Etkammersystem                  | 4 | proportionel åben liste | 325     | 95.782               | 392                           | parliament.iq                                                             |
| Irland                        | Parlamentet (Oireachtas)                                                          | Irlands repræsentanters hus (Dáil Éireann)                                                                    | Underhus                        | 5 | Proportionel repræsentation enkelt overførbar stemme | 166     | 27.640               | 1,093                         | oireachtas.ie                                                             |
| Irland                        | Parlamentet (Oireachtas)                                                          | Irlands senat (Seanad Éireann)                                                                                | Overhus                         | 5 | udpeget af premierministeren og valgt af universiteter | 60      | 76.470               | 3,026                         | oireachtas.ie                                                             |
| Israel                        |                                                                                   | Forsamlingen (כנסת Knesset)                                                                                   | Etkammersystem                  | 4 | proportionel lukket liste | 120     | 61.768               | 1,960                         | knesset.gov.il                                                            |
| Italien                       | Parlamentet (Parlamento)                                                          | Deputeretkammeret (Camera dei Deputati)                                                                       | Underhus                        | 5 | proportionel lukket liste | 630     | 94.556               | 2,931                         | camera.it                                                                 |
| Italien                       | Parlamentet (Parlamento)                                                          | Senatet of the Republic (Senato della Repubblica)                                                             | Overhus                         | 5 | proportionel lukket liste og udpeget af præsidenten | 315     | 189.112              | 5,863                         | senato.it                                                                 |
| Elfenbenskysten               |                                                                                   | Nationalforsamlingen (Assemblée nationale)                                                                    | Etkammersystem                  | 5 | flertal | 70      | 294.529              | 515                           | anci.ci Arkiveret 1. marts 2012 hos Wayback Machine                       |
| Jamaica                       | Parlamentet                                                                       | Repræsentanternes hus                                                                                         | Underhus                        | 5 | First-past-the-post | 63      | 45.860               | 392                           | japarliament.gov.jm                                                       |
| Jamaica                       | Parlamentet                                                                       | Senatet | Overhus                         | 5 | Udpeget af generalguvernøren | 21      | 137.580              | 1,176                         | japarliament.gov.jm                                                       |
| Japan                         | Rigsdagen (国会 Kokkai)                                                           | Repræsentanternes hus (衆議院 Shūgiin)                                                                        | Underhus                        | 4 | proportionel og majoritet | 480     | 266.783              | 9,250                         | shugiin.go.jp                                                             |
| Japan                         | Rigsdagen (国会 Kokkai)                                                           | Rådgivernes hus (参議院 Sangiin)                                                                              | Overhus                         | 6 | proportionel | 242     | 529.157              | 18,348                        | sangiin.go.jp                                                             |
| Jordan                        | Parlamentet (مجلس الأمة Majlis al-Umma)                                           | Deputeretforsamlingen (مجلس النواب Majlis al-Nuwaab)                                                          | Underhus                        | 4 | Enkelt, ikke-overførbar stemme | 150     | 46.760               | 307                           | representatives.jo                                                        |
| Jordan                        | Parlamentet (مجلس الأمة Majlis al-Umma)                                           | Senatet (مجلس الأعيان Majlis al-Aayan)                                                                        | Overhus                         | 6 | udpeget af monarken | 75      | 93.520               | 614                           | senate.jo Arkiveret 18. februar 2020 hos Wayback Machine                  |
| Kasakhstan                    | Parlamentet (Parlamenti)                                                          | Forsamlingen (Mazhilis)                                                                                       | Underhus                        | 5 | | 77      | 207.854              | 2,815                         | parlam.kz                                                                 |
| Kasakhstan                    | Parlamentet (Parlamenti)                                                          | Senatet | Overhus                         | 6 | udpeget af præsidenten og valgt af lokale forsamlinger | 47      | 340.527              | 4,612                         | parlam.kz                                                                 |
| Kenya                         | Parlamentet                                                                       | Nationalforsamlingen                                                                                          | Underhus                        | 5 | parallel | 349     | 126.182              | 118                           | parliament.go.ke                                                          |
| Kenya                         | Parlamentet                                                                       | Senatet | Overhus                         | 5 | folkeafstemning og udpeget af præsidenten | 67      | 657.278              | 614                           | parliament.go.ke                                                          |
| Kiribati                      |                                                                                   | Forsamlingskammeret (Maneaba ni Maungatabu)                                                                   | Etkammersystem                  | 4 | folkeafstemning og udoeget af Rabi Lederrådet | 46      | 2.239                | 13                            | parliament.gov.ki Arkiveret 6. juli 2011 hos Wayback Machine              |
| Korea, Nord                   |                                                                                   | Øverste folkeforsamling (최고인민회의 Ch'oe-go In-min Hoe-ŭi)                                                 | Etkammersystem                  | 5 | folkeafstemning | 687     | 36.390               | 58                            |                                                                           |
| Korea, Syd                    |                                                                                   | Nationalforsamlingen (국회 Gukhoe)                                                                            | Etkammersystem                  | 4 | flertal og proportionel | 300     | 166.691              | 5,180                         | korea.na.go.kr                                                            |
| Kuwait                        |                                                                                   | Nationalforsamlingen (مجلس الأمة Majlis al-Umma)                                                              | Etkammersystem                  | 4 | folkeafstemning og udpeget af premierministeren | 50      | 71.328               | 3,070                         | kna.kw                                                                    |
| Kirgisistan                   |                                                                                   | Øverste råd (Joghorku Keneš)                                                                                  | Etkammersystem                  | 5 | folkeafstemning | 120     | 44.690               | 109                           | kenesh.kg Arkiveret 18. februar 2016 hos Wayback Machine                  |
| Laos                          |                                                                                   | Nationalforsamlingen (Sapha Heng Xat)                                                                         | Etkammersystem                  | 5 | Etpartistat lukket liste | 115     | 48.148               | 151                           | na.gov.la Arkiveret 4. marts 2011 hos Wayback Machine                     |
| Letland                       |                                                                                   | Parlamentet (Saeima)                                                                                          | Etkammersystem                  | 4 | proportionel lukket liste | 100     | 20.703               | 349                           | saeima.lv                                                                 |
| Libanon                       | Parlamentet (Parlement)                                                           | Deputeretkammeret (مجلس النواب Majlis an-Nuwwab)                                                              | Etkammersystem                  | 4 | folkeafstemning | 128     | 33.000               | 480                           | lp.gov.lb                                                                 |
| Lesotho                       | Parlamentet                                                                       | Nationalforsamlingen                                                                                          | Underhus                        | 5 | folkeafstemning og proportionel | 120     | 16.927               | 31                            | parliament.ls Arkiveret 17. juni 2017 hos Wayback Machine                 |
| Lesotho                       | Parlamentet                                                                       | Senatet | Overhus                         | 5 | udpeget af centrale ledere og regeringspartiet | 33      | 61.556               | 115                           | parliament.ls                                                             |
| Liberia                       | Lovgivningsmagten                                                                 | Repræsentanternes hus                                                                                         | Underhus                        | 6 | flertal | 73      | 47.624               | 24                            | legislature.gov.lr Arkiveret 19. december 2012 hos hos Archive.is         |
| Liberia                       | Lovgivningsmagten                                                                 | Senatet | Overhus                         | 9 | flertal | 30      | 115.896              | 58                            | legislature.gov.lr Arkiveret 19. december 2012 hos hos Archive.is         |
| Libyen                        |                                                                                   | Repræsentanternes hus ( مجلس النواب Majlis an-Nuwwab)                                                         | Etkammersystem                  | | | 200     | 28.353               | 187                           | libyan-parliament.org                                                     |
| Liechtenstein                 |                                                                                   | Landdagen (Landtag)                                                                                           | Etkammersystem                  | 4 | proportionel lukket liste | 25      | 1.451                | 201                           | landtag.li                                                                |
| Litauen                       |                                                                                   | Parlamentet (Seimas)                                                                                          | Etkammersystem                  | 4 | proportionel | 141     | 21.658               | 436                           | lrs.lt Arkiveret 21. februar 2016 hos Wayback Machine                     |
| Luxembourg                    |                                                                                   | Deputeretkammeret (D'Chamber)                                                                                 | Etkammersystem                  | 5 | folkeafstemning | 60      | 8.484                | 687                           | chd.lu                                                                    |
| Macedonia, Republikken        |                                                                                   | Forsamlingen (Собрание Sobranie)                                                                              | Etkammersystem                  | 4 | | 123     | 16.736               | 173                           | sobranie.mk                                                               |
| Madagaskar                    | Madagaskars parlament                                                             | Nationalforsamlingen (Antenimieram-Pirenena)                                                                  | Underhus                        | 5 | | 160     | 137.078              | 127                           | assemblee-nationale.mg Arkiveret 12. februar 2013 hos Wayback Machine     |
| Madagaskar                    | Madagaskars parlament                                                             | Senatet (Sénat)                                                                                               | Overhus                         | 5 | | 33      | 664.430              | 618                           | senat.mg Arkiveret 4. januar 2006 hos Wayback Machine                     |
| Malawi                        |                                                                                   | Nationalforsamlingen                                                                                          | Etkammersystem                  | 5 | First-past-the-post | 194     | 76.809               | 71                            | parliament.gov.mw Arkiveret 18. marts 2020 hos Wayback Machine            |
| Malaysia                      | Parlamentet (Parlimen)                                                            | Repræsentanternes hus (Dewan Rakyat)                                                                          | Underhus                        | 5 | First-past-the-post | 222     | 127.631              | 2,014                         | parlimen.gov.my                                                           |
| Malaysia                      | Parlamentet (Parlimen)                                                            | Senatet (Dewan Negara)                                                                                        | Overhus                         | 3 | 26 udpeget af delstaternes lovgivende forsamlinger, 2 for hver delstat og 44 udpeget af Yang di-Pertuan Agong, hvoraf 4 er for de Føderale Territorier.                                   | 70      | 404.773              | 6,389                         | parlimen.gov.my                                                           |
| Maldiverne                    |                                                                                   | Forsamlingen (Majlis)                                                                                         | Etkammersystem                  | 5 | First-past-the-post | 77      | 4.266                | 36                            | majlis.gov.mv                                                             |
| Mali                          |                                                                                   | Nationalforsamlingen (Assemblée nationale)                                                                    | Etkammersystem                  | 4 | 147 valgt i enkelte eller flertallige valgkredse vha. et runoff-system. 13 valgt af oversøisk malianere.                                                                                  | 160     | 90.732               | 111                           | assemblee-nationale.insti.ml Arkiveret 29. marts 2016 hos Wayback Machine |
| Malta                         |                                                                                   | Repræsentanternes hus (Kamra tad-Deputati)                                                                    | Etkammersystem                  | 5 | Enkelt overførbar stemme | 69      | 5.950                | 155                           | parlament.mt Arkiveret 10. september 2011 hos hos Library of Congress     |
| Marshalløerne                 |                                                                                   | Lovgivningsmagt (Nitijela)                                                                                    | Etkammersystem                  | 4 | Enkelte og flertallige valgkredse | 33      | 2.060                | 4                             | rminitijela.org Arkiveret 30. juni 2008 hos Wayback Machine               |
| Mauretanien                   | Parlamentet (Barlamene)                                                           | Nationalforsamlingen (Al Jamiya al-Wataniyah)                                                                 | Underhus                        | 5 | Runoff | 81      | 37.888               | 87                            | assembleenationale.mr Arkiveret 3. marts 2016 hos Wayback Machine         |
| Mauretanien                   | Parlamentet (Barlamene)                                                           | Senatorernes forsamling (Majlis al-Shuyukh)                                                                   | Overhus                         | 6 | Valg af kommunale rådsmænd | 56      | 56.803               | 126                           | senat.mr Arkiveret 25. marts 2014 hos Wayback Machine                     |
| Mauritius                     |                                                                                   | Nationalforsamlingen                                                                                          | Etkammersystem                  | 5 | | 70      | 17.614               | 275                           | gov.mu                                                                    |
| Mexico                        | Unionens kongres (Congreso de la Unión)                                           | Deputeretkammeret (Cámara de Diputados)                                                                       | Underhus                        | 3 | Parallelafstemning: Largest remainder-metoden (Hare-kvote) (200 pladser) / FPTP (300 pladser)                                                                                             | 500     | 227.821              | 3,323                         | diputados.gob.mx                                                          |
| Mexico                        | Unionens kongres (Congreso de la Unión)                                           | Senatorernes kammer (Cámara de Senadores)                                                                     | Overhus                         | 6 | Parallelafstemning: Largest remainder-metoden (Hare-kvote) | 128     | 889.926              | 12,981                        | senado.gob.mx                                                             |
| Moldova                       |                                                                                   | Parlamentet (Parlamentul)                                                                                     | Etkammersystem                  | 4 | | 101     | 33.498               | 118                           | parlament.md                                                              |
| Monaco                        |                                                                                   | Nationalrådet (Conseil National)                                                                              | Etkammersystem                  | 5 | | 24      | 1.473                | 227                           | conseil-national.mc                                                       |
| Mongoliet                     |                                                                                   | Store statsforsamling (Улсын Их Хурал Ulsyn Ich-Chural)                                                       | Etkammersystem                  | 4 | | 76      | 36.245               | 174                           | parliament.mn                                                             |
| Montenegro                    |                                                                                   | Forsamlingen (Skupština / Скупштина)                                                                          | Etkammersystem                  | 4 | | 81      | 7.719                | 88                            | skupstina.me                                                              |
| Marokko                       | Parlamentet                                                                       | Repræsentanternes hus (Majlis al-Nuwab)                                                                       | Underhus                        | 5 | | 325     | 100.444              | 500                           | parlement.ma                                                              |
| Marokko                       | Parlamentet                                                                       | Rådgivernes hus (Majlis al-Mustasharin)                                                                       | Overhus                         | 9 | | 270     | 120.905              | 602                           | conseiller.ma Arkiveret 17. maj 2014 hos Wayback Machine                  |
| Mozambique                    |                                                                                   | Republikkens forsamling (Assembleia da República)                                                             | Etkammersystem                  | 5 | proportionel partiliste | 250     | 85.588               | 95                            | parlamento.org.mz Arkiveret 27. april 2013 hos Wayback Machine            |
| Myanmar                       | Unionens forsamling (Pyidaungsu Hluttaw)                                          | Repræsentanternes hus (Pyithu Hluttaw)                                                                        | Underhus                        | 5 | folkeafstemning og udpeget af militæret | 440     | 137.000              | 187                           | pyithuhluttaw.gov.mm Arkiveret 21. april 2019 hos Wayback Machine         |
| Myanmar                       | Unionens forsamling (Pyidaungsu Hluttaw)                                          | Nationaliteternes hus (Amyotha Hluttaw)                                                                       | Overhus                         | 5 | folkeafstemning og udpeget af militæret | 224     | 269.107              | 369                           | amyothahluttaw.gov.mm                                                     |
| Namibia                       | Parlamentet                                                                       | Nationalforsamlingen                                                                                          | Underhus                        | 5 | | 78      | 26.923               | 201                           | parliament.gov.na                                                         |
| Namibia                       | Parlamentet                                                                       | Nationale råd                                                                                                 | Overhus                         | 6 | | 26      | 80.769               | 605                           | parliament.gov.na                                                         |
| Nauru                         |                                                                                   | Parlamentet                                                                                                   | Etkammersystem                  | 3 | | 18      | 521                  | 3                             | naurugov.nr                                                               |
| Nepal                         |                                                                                   | Lovgivende parlament                                                                                          | Etkammersystem                  | | | 601     | 44.294               | 62                            | parliament.gov.np                                                         |
| Holland                       | Generalstaterne (Staten-Generaal)                                                 | Tweede Kamer (Andet Kammer)                                                                                   | Underhus                        | 4 | | 150     | 111.533              | 4,693                         | tweedekamer.nl                                                            |
| Holland                       | Generalstaterne (Staten-Generaal)                                                 | Eerste Kamer (Første Kammer)                                                                                  | Overhus                         | 4 | | 75      | 223.066              | 9,387                         | eerstekamer.nl                                                            |
| New Zealand                   |                                                                                   | Repræsentanternes hus                                                                                         | Etkammersystem                  | 3 | mixed-member proportionel repræsentation | 120     | 33.566               | 1,018                         | parliament.nz                                                             |
| Nicaragua                     |                                                                                   | Nationalforsamlingen (Asamblea Nacional)                                                                      | Etkammersystem                  | 5 | | 92      | 64.034               | 205                           | asamblea.gob.ni                                                           |
| Niger                         |                                                                                   | Nationalforsamlingen (Assemblée nationale)                                                                    | Etkammersystem                  | 5 | | 113     | 139.210              | 102                           | assemblee.ne Arkiveret 18. august 2007 hos Wayback Machine                |
| Nigeria                       | Nationalforsamlingen                                                              | Repræsentanternes hus                                                                                         | Underhus                        | 4 | | 360     | 388.898              | 1,148                         | nass.gov.ng                                                               |
| Nigeria                       | Nationalforsamlingen                                                              | Senatet | Overhus                         | 4 | | 109     | 1.284.436            | 3,792                         | nassnig.org                                                               |
| Norge                         |                                                                                   | Storforsamlingen (Storting)                                                                                   | Etkammersystem                  | 4 | proportionel mixed | 169     | 29.785               | 1,573                         | stortinget.no                                                             |
| Oman                          | Omans råd                                                                         | Rådgivende forsamling (Majlis al-Shura)                                                                       | Underhus                        | | | 84      | 33.017               | 973                           | shura.om Arkiveret 31. oktober 2008 hos Wayback Machine                   |
| Oman                          | Omans råd                                                                         | Statsforsamlingen (Majlis al-Dawla)                                                                           | Overhus                         | | | 83      | 33.415               | 985                           | omanet.om Arkiveret 26. oktober 2008 hos Wayback Machine                  |
| Pakistan                      | Parlamentet (پارلیمنٹ)                                                            | Nationalforsamlingen (ایوان زیریں پاکستان)                                                                    | Underhus                        | 5 | | 336     | 537.023              | 1,454                         | na.gov.pk                                                                 |
| Pakistan                      | Parlamentet (پارلیمنٹ)                                                            | Senatet (ایوانِ بالا)                                                                                          | Overhus                         | 6 | | 104     | 1.735.000            | 4,697                         | senate.gov.pk                                                             |
| Palau                         | Nationalkongressen (Olbiil era Kelulau)                                           | Delegeredes hus                                                                                               | Underhus                        | 4 | flertal | 16      | 1.309                | 17                            | palaugov.org                                                              |
| Palau                         | Nationalkongressen (Olbiil era Kelulau)                                           | Senatet | Overhus                         | 4 | flertal | 9       | 2.328                | 31                            | palaugov.org                                                              |
| Panama                        |                                                                                   | Nationalforsamlingen (Asamblea Nacional)                                                                      | Etkammersystem                  | 5 | | 71      | 47.969               | 712                           | asamblea.gob.pa                                                           |
| Papua Ny Guinea               |                                                                                   | Nationalparlamentet                                                                                           | Etkammersystem                  | 5 | | 109     | 56.766               | 154                           | parliament.gov.pg                                                         |
| Paraguay                      | Congress (Congreso)                                                               | Deputeretkammeret (Cámara de Diputados)                                                                       | Underhus                        | 5 | | 80      | 80.681               | 441                           | diputados.gov.py                                                          |
| Paraguay                      | Congress (Congreso)                                                               | Senatornes kammer (Cámara de Senadores)                                                                       | Overhus                         | 5 | | 45      | 143.434              | 785                           | senado.gov.py Arkiveret 28. marts 2013 hos Wayback Machine                |
| Peru                          |                                                                                   | Republikkens kongres (Congreso de la República)                                                               | Etkammersystem                  | 5 | | 130     | 217.082              | 2,322                         | congreso.gob.pe                                                           |
| Filippinerne                  | Kongressen (Kongreso)                                                             | Repræsentanternes hus (Kapulungan ng mga Kinatawan / Mababang Kapulungan / Cámara de Representantes)          | Underhus                        | 3 | lukket liste og First-past-the-post | 292     | 355.393              | 1,365                         | congress.gov.ph                                                           |
| Filippinerne                  | Kongressen (Kongreso)                                                             | Senatet (Senado / Mataas na Kapulungan)                                                                       | Overhus                         | 6 | blokafstemning | 24      | 4.323.958            | 16,267                        | senate.gov.ph                                                             |
| Polen                         | Parlamentet Nationalforsamlingen (Zgromadzenie Narodowe)                          | Sejmen (Sejm)                                                                                                 | Underhus                        | 4 | proportionel åben liste | 460     | 83.697               | 1,677                         | sejm.gov.pl                                                               |
| Polen                         | Parlamentet Nationalforsamlingen (Zgromadzenie Narodowe)                          | Senatet (Senat)                                                                                               | Overhus                         | 4 | flertal | 100     | 385.010              | 7,716                         | senat.gov.pl Arkiveret 11. juli 2009 hos Wayback Machine                  |
| Portugal                      |                                                                                   | Republikkens forsamling (Assembleia da República)                                                             | Etkammersystem                  | 4 | proportionel partiliste | 230     | 45.920               | 1,082                         | parlamento.pt                                                             |
| Qatar                         |                                                                                   | Rådgivende forsamling (Majlis ash-Shura)                                                                      | Etkammersystem                  | | | 35      | 52.958               | 5,200                         |                                                                           |
| Rumænien                      | Parlamentet (Parlamentul)                                                         | Deputeretkammeret (Camera Deputaţilor)                                                                        | Underhus                        | 4 | | 326     | 58.416               | 819                           | cdep.ro Arkiveret 24. februar 2016 hos Wayback Machine                    |
| Rumænien                      | Parlamentet (Parlamentul)                                                         | Senatet (Senat)                                                                                               | Overhus                         | 4 | | 137     | 139.005              | 1,950                         | senat.ro                                                                  |
| Rusland                       | Føderale forsamling (Федеральное Собрание Federalnoje Sobranije)                  | Statsdumaen (Государственная Дума Gosudarstvennaja Duma)                                                      | Underhus                        | 5 | proportionel partiliste | 450     | 318.000              | 5,296                         | duma.gov.ru                                                               |
| Rusland                       | Føderale forsamling (Федеральное Собрание Federalnoje Sobranije)                  | Føderationsrådet (Совет Федерации Sovet Federatsii)                                                           | Overhus                         | | | 170     | 862.048              | 14,357                        | council.gov.ru                                                            |
| Rwanda                        | Parlamentet (Inteko Ishinga Amategeko)                                            | Deputeretkammeret (Umutwe w'Abadepite)                                                                        | Underhus                        | 5 | | 80      | 146.121              | 171                           | parliament.gov.rw (Webside ikke længere tilgængelig)                      |
| Rwanda                        | Parlamentet (Inteko Ishinga Amategeko)                                            | Senatet (Umutwe wa Sena)                                                                                      | Overhus                         | 8 | | 26      | 449.603              | 526                           | parliament.gov.rw                                                         |
| Saint Kitts og Nevis          |                                                                                   | Nationalforsamlingen                                                                                          | Etkammersystem                  | 5 | | 15      | 3.686                | 58                            |                                                                           |
| Saint Lucia                   | Parlamentet                                                                       | Forsamlingskammeret                                                                                           | Underhus                        | 5 | | 17      | 10.221               | 123                           |                                                                           |
| Saint Lucia                   | Parlamentet                                                                       | Senatet | Overhus                         | | | 11      | 15.796               | 191                           |                                                                           |
| Saint Vincent og Grenadinerne |                                                                                   | Forsamlingskammeret                                                                                           | Etkammersystem                  | 5 | | 21      | 5.714                | 59                            |                                                                           |
| Samoa                         |                                                                                   | Lovgivende forsamling (Fono)                                                                                  | Etkammersystem                  | 5 | | 49      | 3.965                | 22                            | parliament.gov.ws Arkiveret 23. juli 2005 hos Wayback Machine             |
| San Marino                    |                                                                                   | Store og generelle råd (Consiglio Grande e Generale)                                                          | Etkammersystem                  | 5 | | 60      | 536                  | 18                            | consigliograndeegenerale.sm                                               |
| São Tomé og Príncipe          |                                                                                   | Nationalforsamlingen (Assembleia Nacional)                                                                    | Etkammersystem                  | 4 | | 55      | 3.330                | 6                             | parlamento.st                                                             |
| Saudi-Arabien                 |                                                                                   | Rådgivende forsamling (Majlis ash-Shura)                                                                      | Etkammersystem                  | | | 150     | 189.175              | 4,551                         | shura.gov.sa                                                              |
| Senegal                       | Parlamentet                                                                       | Nationalforsamlingen                                                                                          | Etkammersystem                  | 5 | | 150     | 85.701               | 167                           | assemblee-nationale.sn                                                    |
| Serbien                       |                                                                                   | Nationalforsamlingen (Народна скупштина / Narodna Skupština)                                                  | Etkammersystem                  | 4 | | 250     | 28.482               | 315                           | parlament.gov.rs                                                          |
| Seychellerne                  |                                                                                   | Nationalforsamlingen                                                                                          | Etkammersystem                  | 5 | | 31      | 2.709                | 72                            |                                                                           |
| Sierra Leone                  |                                                                                   | Parlamentet                                                                                                   | Etkammersystem                  | 5 | | 124     | 40.136               | 41                            | sl-parliament.org Arkiveret 23. januar 2016 hos Wayback Machine           |
| Singapore                     |                                                                                   | Parlamentet                                                                                                   | Etkammersystem                  | 5 | First-past-the-post (MP) og udpeget af præsidenten (NMP) | 99      | 52.360               | 3,180                         | parliament.gov.sg                                                         |
| Slovakiet                     |                                                                                   | Nationalrådet (Národná rada)                                                                                  | Etkammersystem                  | 4 | | 150     | 35.980               | 846                           | nrsr.sk                                                                   |
| Slovenien                     | Parlamentet (Državni zbor Republike Slovenije)                                    | Nationalforsamlingen (Državni zbor)                                                                           | Underhus                        | 4 | | 90      | 22.779               | 643                           | dz-rs.si Arkiveret 25. februar 2011 hos Wayback Machine                   |
| Slovenien                     | Parlamentet (Državni zbor Republike Slovenije)                                    | Nationalrådet (Državni svet)                                                                                  | Overhus                         | | | 40      | 51.254               | 1,447                         | ds-rs.si Arkiveret 25. februar 2016 hos Wayback Machine                   |
| Salomonøerne                  |                                                                                   | National Parliament                                                                                           | Etkammersystem                  | 4 | | 50      | 10.460               | 34                            | parliament.gov.sb Arkiveret 3. marts 2016 hos Wayback Machine             |
| Somalia                       | Forbundsparlamentet                                                               | Folkets hus                                                                                                   | Underhus                        | | Udpeget | 275     | 36.675               | 21                            | parliament.gov.so Arkiveret 8. november 2013 hos Wayback Machine          |
| Somalia                       | Forbundsparlamentet                                                               | Overhus | Overhus                         | | Endnu ikke etableret, magten udøves af Folkets hus | 56      | 180.100              | 103                           |                                                                           |
| Sydafrika                     | Parlamentet                                                                       | Nationalforsamlingen                                                                                          | Underhus                        | 5 | | 400     | 126.466              | 1,387                         | parliament.gov.za Arkiveret 21. april 2012 hos Wayback Machine            |
| Sydafrika                     | Parlamentet                                                                       | Provinsernes nationalråd                                                                                      | Overhus                         | | | 90      | 562.075              | 6,168                         | parliament.gov.za Arkiveret 12. april 2008 hos Wayback Machine            |
| Sydsudan                      | Nationallovgivende magt                                                           | Nationallovgivende forsamling                                                                                 | Underhus                        | | | 170     | 48.591               | 81                            | goss.org Arkiveret 6. marts 2016 hos Wayback Machine                      |
| Sydsudan                      | Nationallovgivende magt                                                           | Staternes råd                                                                                                 | Overhus                         | | Udpeget af præsidenten | 50      | 165.210              | 276                           | goss.org Arkiveret 6. marts 2016 hos Wayback Machine                      |
| Spanien                       | Generalretten (Cortes Generales)                                                  | Congress of Deputies (Congreso de los Diputados)                                                              | Underhus                        | 4 | proportionel lukket liste | 350     | 131.894              | 4,038                         | congreso.es                                                               |
| Spanien                       | Generalretten (Cortes Generales)                                                  | Senatet (Senado)                                                                                              | Overhus                         | 4 (212 udpeges gennem generelle afstemninger og 58 når regionale lovgivningsinstanser fornys, hvilket ikke altid sker på samme dato). | | 266     | 173.545              | 5,313                         | senado.es                                                                 |
| Sri Lanka                     |                                                                                   | Parlamentet (ශ්රී ලංකා පාර්ලිමේන්තුව (Sinhala) / இலங்கை பாராளுமன்றம் (Tamil))                                                  | Etkammersystem                  | 5 | | 225     | 90.122               | 517                           | parliament.lk                                                             |
| Sudan                         | Nationallovgivende magt                                                           | Nationalforsamlingen (Majlis Watani)                                                                          | Underhus                        | 6 | | 450     | 68.653               | 197                           | parliament.gov.sd Arkiveret 24. august 2011 hos Wayback Machine           |
| Sudan                         | Nationallovgivende magt                                                           | Staternes råd (Majlis Welayat)                                                                                | Overhus                         | 6 | | 50      | 617.880              | 1,780                         | councilofstates.gov.sd Arkiveret 4. marts 2016 hos Wayback Machine        |
| Surinam                       |                                                                                   | Nationalforsamlingen (Nationale Assemblée)                                                                    | Etkammersystem                  | 5 | | 51      | 10.470               | 99                            | dna.sr                                                                    |
| Eswatini                      | Parlamentet (Liblanda)                                                            | Forsamlingskammeret                                                                                           | Underhus                        | 5 | flertal | 55      | 22.181               | 113                           |                                                                           |
| Eswatini                      | Parlamentet (Liblanda)                                                            | Senatet | Overhus                         | | udpeget af kongen | 30      | 40.666               | 207                           |                                                                           |
| Sverige                       |                                                                                   | Rigsdagen (Riksdag)                                                                                           | Etkammersystem                  | 4 | proportionel | 349     | 27.286               | 1,093                         | riksdagen.se                                                              |
| Syrien                        |                                                                                   | Folkets forsamling (Majlis al-Sha'ab)                                                                         | Etkammersystem                  | | | 250     | 86.964               | 240                           | parliament.sy                                                             |
| Schweiz                       | Forbundsforsamlingen (Bundesversammlung, Assemblée fédérale, Assemblea federale)  | Nationalrådet (Nationalrat, Conseil National, Consiglio Nazionale)                                            | Underhus                        | 4 | | 200     | 40.000               | 1,699                         | parliament.ch                                                             |
| Schweiz                       | Forbundsforsamlingen (Bundesversammlung, Assemblée fédérale, Assemblea federale)  | Staternes råd (Ständerat, Conseil des Etats, Consiglio degli Stati)                                           | Overhus                         | 4 | | 46      | 173.913              | 7,388                         | parliament.ch                                                             |
| Tadsjikistan                  | Øverste forsamling (Majlisi Oli)                                                  | Forsamlingen af repræsentanter (Majlisi Mamoyandogan)                                                         | Underhus                        | 5 | | 63      | 123,809              | 257                           |                                                                           |
| Tadsjikistan                  | Øverste forsamling (Majlisi Oli)                                                  | Nationalforsamlingen (Majlisi Milliy)                                                                         | Overhus                         | 5 | | 33      | 236.363              | 491                           |                                                                           |
| Tanzania                      |                                                                                   | Nationalforsamlingen (Bunge)                                                                                  | Etkammersystem                  | 5 | | 357     | 120.974              | 178                           | parliament.go.tz                                                          |
| Thailand                      | Nationalforsamlingen (รัฐสภา ;Rathasapha)                                          | Nationallovgivende forsamling                                                                                 | Etkammersystem                  | | | 250     | 135.918              |                               | parliament.go.th                                                          |
| Togo                          |                                                                                   | Nationalforsamlingen (Assemblée nationale)                                                                    | Etkammersystem                  | 5 | | 81      | 76.434               | 79                            | assemblee-nationale.tg Arkiveret 11. maj 2011 hos Wayback Machine         |
| Tonga                         |                                                                                   | Lovgivende forsamling                                                                                         | Etkammersystem                  | | | 26      | 3.962                | 29                            | parliament.gov.to                                                         |
| Trinidad og Tobago            | Parlamentet                                                                       | Repræsentanternes hus                                                                                         | Underhus                        | 5 | | 41      | 32.139               | 647                           | ttparliament.org                                                          |
| Trinidad og Tobago            | Parlamentet                                                                       | Senatet | Overhus                         | | | 31      | 42.506               | 856                           | ttparliament.org                                                          |
| Tunesien                      |                                                                                   | Folkets repræsentanters forsamling (مجلس نواب الشعب Majless Noweb al Shaab)                                   | Etkammersystem                  | 5 | | 217     | 49.188               | 465                           | arp.tn Arkiveret 11. juli 2021 hos Wayback Machine                        |
| Tyrkiet                       |                                                                                   | Øverste nationalforsamling (Türkiye Büyük Millet Meclisi)                                                     | Etkammersystem                  | 4 | | 550     | 135.862              | 1,951                         | tbmm.gov.tr                                                               |
| Turkmenistan                  |                                                                                   | Forsamlingen (Mejlis)                                                                                         | Etkammersystem                  | 5 | | 125     | 41.360               | 346                           |                                                                           |
| Tuvalu                        |                                                                                   | Parlamentet (Palamene)                                                                                        | Etkammersystem                  | 4 | | 15      | 666                  | 2                             | parliament.gov.tv Arkiveret 24. maj 2013 hos Wayback Machine              |
| Uganda                        |                                                                                   | Parlamentet                                                                                                   | Etkammersystem                  | 5 | | 375     | 87.839               | 123                           | parliament.go.ug                                                          |
| Ukraine                       |                                                                                   | Øverste råd (Верховна Рада Verkhovna Rada)                                                                    | Etkammersystem                  | 5 | | 450     | 101.248              | 732                           | rada.gov.ua Arkiveret 23. december 2007 hos Wayback Machine               |
| Forenede Arabiske Emirater    |                                                                                   | Føderale nationalråd (المجلس الوطني الإتحادي Majlis Watani Ittihad)                                           | Etkammersystem                  | | | 40      | 206.601              | 6,470                         | almajles.gov.ae                                                           |
| Storbritannien                | Parlamentet                                                                       | Underhuset | Underhus                        | 5 | First-past-the-post | 650     | 95.787               | 3,478                         | parliament.uk                                                             |
| Storbritannien                | Parlamentet                                                                       | Overhuset | Overhus                         | Life | Life peers udpeget af monarken efter rådgivning af premierministeren. 92 valgt af og fra arvelige titler med præferenceafstemning. 26 Lords Spiritual er biskopper fra Church of England. | 822     | 81.388               | 2,955                         | parliament.uk                                                             |
| USA                           | Kongressen                                                                        | Repræsentanternes hus                                                                                         | Underhus                        | 2 | First-past-the-post | 435     | 722.636              | 34,698                        | house.gov                                                                 |
| USA                           | Kongressen                                                                        | Senatet | Overhus                         | 6 | First-past-the-post | 100     | 3.143.467            | 215,623                       | senate.gov                                                                |
| Uruguay                       | Generalforsamlingen (Asamblea General)                                            | Repræsentanternes kammer (Cámara de Representantes)                                                           | Underhus                        | 5 | | 99      | 33.195               | 514                           | parlamento.gub.uy                                                         |
| Uruguay                       | Generalforsamlingen (Asamblea General)                                            | Senatorernes kammer (Cámara de Senadores)                                                                     | Overhus                         | 5 | | 30      | 109.543              | 1,696                         | parlamento.gub.uy                                                         |
| Usbekistan                    | Supreme Assembly (Oliy Majlis)                                                    | Lovgivende kammer                                                                                             | Underhus                        | 5 | | 150     | 194.156              | 634                           | parliament.gov.uz                                                         |
| Usbekistan                    | Supreme Assembly (Oliy Majlis)                                                    | Senatet | Overhus                         | 5 | | 100     | 291.234              | 952                           | enat.gov.uz Arkiveret 11. februar 2016 hos Wayback Machine                |
| Vanuatu                       |                                                                                   | Parlamentet (Parlement)                                                                                       | Etkammersystem                  | 4 | | 52      | 4.319                | 14                            | parliament.gov.vu Arkiveret 6. marts 2016 hos Wayback Machine             |
| Vatikanstaten                 |                                                                                   | Pavelige kommission (Pontificia Commissione per lo Stato della Città del Vaticano)                            | Etkammersystem                  | 5 | | 7       | 114                  |                               |                                                                           |
| Venezuela                     |                                                                                   | Nationalforsamlingen (Asamblea Nacional)                                                                      | Etkammersystem                  | 5 | | 165     | 175.430              | 2,267                         | asambleanacional.gob.ve                                                   |
| Vietnam                       |                                                                                   | Nationalforsamlingen (Quốc hội)                                                                               | Etkammersystem                  | 5 | | 498     | 176.385              | 602                           | na.gov.vn Arkiveret 9. juli 2010 hos hos Library of Congress              |
| Yemen                         |                                                                                   | Repræsentanternes hus (Majlis al-Nuwaab)                                                                      | Etkammersystem                  | 6 | | 301     | 81.485               | 192                           |                                                                           |
| Zambia                        |                                                                                   | Nationalforsamlingen                                                                                          | Etkammersystem                  | 5 | | 150     | 87.284               | 145                           | parliament.gov.zm                                                         |
| Zimbabwe                      | Parlamentet                                                                       | Forsamlingskammeret                                                                                           | Underhus                        | 5 | | 210     | 61.971               | 29                            |                                                                           |
| Zimbabwe                      | Parlamentet                                                                       | Senatet | Overhus                         | 5 | | 40      | 325.350              | 153                           |                                                                           |

### Lovgivende forsamlinger i ikke-suveræne lande, afhængige lande og andre territorier
| Land                     | Samlet navn på entitet                       | Navn på lovgivende forsamling                                 | Niveau af lovgivende forsamling | Mandat (år) | Valgmetode                                                                                      | Pladser | Befolkning pr. plads | BNP pr. plads (millioner USD) | Link                                                                     |
| ------------------------ | -------------------------------------------- | ------------------------------------------------------------- | ------------------------------- | ----------- | ----------------------------------------------------------------------------------------------- | ------- | -------------------- | ----------------------------- | ------------------------------------------------------------------------ |
| Ålandsøerne              |                                              | Lovforsamlingen (Lagtinget)                                   | Etkammersystem                  | 4           |                                                                                                 | 30      | 945                  |                               | www.lagtinget.ax Arkiveret 2. april 2008 hos Wayback Machine             |
| Alderney                 |                                              | Staterne (États)                                              | Etkammersystem                  | 4           |                                                                                                 | 10      | 240                  |                               | www.alderney.gov.gg                                                      |
| Amerikansk Samoa         | Lovgivende forsamling (Fono)                 | Repræsentanternes hus                                         | Underhus                        | 2           |                                                                                                 | 21      | 2.643                | 21                            |                                                                          |
| Amerikansk Samoa         | Lovgivende forsamling (Fono)                 | Senatet                                                       | Overhus                         | 4           |                                                                                                 | 18      | 3.084                | 31                            |                                                                          |
| Anguilla                 |                                              | Forsamlingshuset                                              | Etkammersystem                  | 5           |                                                                                                 | 11      | 1.222                | 15                            |                                                                          |
| Aruba                    |                                              | Estaterne (Staten)                                            | Etkammersystem                  | 4           |                                                                                                 | 21      | 4.832                | 107                           | www.parlamento.aw                                                        |
| Azorerne                 |                                              | Lovgivende forsamling (Assembleia Legislativa)                | Etkammersystem                  | 4           |                                                                                                 | 57      | 4.311                | 72                            | www.alra.pt                                                              |
| Bermuda                  | Parlamentet                                  | Forsamlingshuset                                              | Underhus                        | 5           |                                                                                                 | 36      | 1.784                | 125                           | www.parliament.bm                                                        |
| Bermuda                  | Parlamentet                                  | Senatet                                                       | Overhus                         |             |                                                                                                 | 11      | 5.839                | 409                           | www.parliament.bm                                                        |
| Britiske Jomfruøer       |                                              | Forsamlingshuset                                              | Etkammersystem                  | 4           |                                                                                                 | 15      | 1.969                | 56                            | www.legco.gov.vg Arkiveret 3. januar 2022 hos Wayback Machine            |
| De Kanariske Øer         |                                              | Parlamentet (Parlamento de Canarias)                          | Etkammersystem                  | 4           |                                                                                                 | 60      | 35.000               |                               | www.parcan.es                                                            |
| Catalonien               |                                              | Parlamentet (Parlament de Catalunya)                          | Etkammersystem                  | 4           |                                                                                                 | 135     | 40.000 / 50.000      |                               | www.parlament.cat                                                        |
| Caymanøerne              |                                              | Lovgivende forsamling                                         | Etkammersystem                  | 4           |                                                                                                 | 18      | 3.080                | 125                           | www.legislativeassembly.ky                                               |
| Krim                     |                                              | Øverste råd (Верховна Рада / Верховный Совет / Yuqarı Radası) | Etkammersystem                  |             |                                                                                                 | 100     | 19.731               |                               |                                                                          |
| Curaçao                  |                                              | Estaterne (Staten)                                            | Etkammersystem                  | 4           |                                                                                                 | 21      | 7.127                |                               | www.parlamento.cw                                                        |
| Falklandsøerne           |                                              | Lovgivende forsamling                                         | Etkammersystem                  | 4           |                                                                                                 | 11      | 272                  | 9                             |                                                                          |
| Færøerne                 |                                              | Lovforsamlingen (Løgtingið)                                   | Etkammersystem                  | 4           |                                                                                                 | 33      | 1.467                | 44                            | www.logting.fo                                                           |
| Fransk Polynesien        |                                              | Forsamlingen (Assemblée de la Polynésie française)            | Etkammersystem                  | 5           |                                                                                                 | 57      | 4.859                | 82                            | www.assemblee.pf Arkiveret 15. februar 2011 hos Wayback Machine          |
| Gibraltar                |                                              | Parlamentet                                                   | Etkammersystem                  | 4           |                                                                                                 | 17      | 1.750                | 75                            | www.parliament.gi                                                        |
| Grønland                 |                                              | Landstinget (Inatsisartut)                                    | Etkammersystem                  | 4           |                                                                                                 | 31      | 1.830                | 64                            | www.inatsisartut.gl                                                      |
| Guam                     |                                              | Lovgivende magt (Liheslaturan Guåhan)                         | Etkammersystem                  | 4           |                                                                                                 | 15      | 10.623               |                               | www.guamlegislature.com                                                  |
| Guernsey                 |                                              | Staterne (États)                                              | Etkammersystem                  | 4           |                                                                                                 | 45      | 1.387                | 60                            | www.gov.gg/parliament                                                    |
| Hongkong                 |                                              | Lovgivende råd (立法會)                                       | Etkammersystem                  | 4           | Folkeafstemning (35), og valgt af funktionelle valgkredse (35)                                  | 70      | 101.481              | 5,015                         | www.legco.gov.hk                                                         |
| Isle of Man              | Tynwald (Tinvaal)                            | Nøglernes hus (Kiare as Feed)                                 | Underhus                        | 5           |                                                                                                 | 24      | 3.520                | 113                           | www.tynwald.org.im                                                       |
| Isle of Man              | Tynwald (Tinvaal)                            | Lovgivende råd (Yn Choonceil Slattyssagh)                     | Overhus                         | 5           |                                                                                                 | 11      | 7.681                | 247                           | www.tynwald.org.im                                                       |
| Jersey                   |                                              | Staterne (États)                                              | Etkammersystem                  | 4           |                                                                                                 | 39      | 2.509                | 130                           | www.statesassembly.gov.je                                                |
| Macao                    |                                              | Lovgivende forsamling (立法會, Assembleia Legislativa)        | Etkammersystem                  | 4           | Folkeafstemning (12), valgt af funktionelle valgkredse (10) og udpeget af den daglige leder (7) | 29      | 19.610               | 636                           | www.al.gov.mo                                                            |
| Madeira                  |                                              | Lovgivende forsamling (Assembleia Legislativa)                | Etkammersystem                  | 4           |                                                                                                 | 47      | 5.698                | 179                           | www.alram.pt                                                             |
| Montserrat               |                                              | Lovgivende råd                                                | Etkammersystem                  | 5           |                                                                                                 | 9       | 546                  | 3                             |                                                                          |
| Ny Kaledonien            |                                              | Kongressen (Congrès Territorial)                              | Etkammersystem                  | 5           |                                                                                                 | 54      | 4.547                | 58                            | www.congres.nc                                                           |
| Nordirland               |                                              | Forsamlingen (Tionól Thuaisceart Éireann)                     | Etkammersystem                  | 5           |                                                                                                 | 108     | 16.767               |                               | www.niassembly.gov.uk                                                    |
| Nordmarianerne           | Commonwealth -lovgivningsmagt                | Repræsentanternes hus                                         | Underhus                        | 2           |                                                                                                 | 20      | 2.694                | 45                            | www.cnmileg.gov.mp Arkiveret 12. august 2016 hos Wayback Machine         |
| Nordmarianerne           | Commonwealth -lovgivningsmagt                | Senatet                                                       | Overhus                         | 2           |                                                                                                 | 10      | 5.388                | 90                            | www.cnmileg.gov.mp Arkiveret 12. august 2016 hos Wayback Machine         |
| Pitcairn                 |                                              | Ørådet                                                        | Etkammersystem                  | 3           |                                                                                                 | 10      | 6                    |                               |                                                                          |
| Puerto Rico              | Lovgivende forsamling (Asamblea Legislativa) | Repræsentanternes hus (Cámara de Representantes)              | Underhus                        | 4           | Flertal                                                                                         | 51      | 93.145               | 1,200                         | www.tucamarapr.org/dnncamara Arkiveret 14. juli 2016 hos Wayback Machine |
| Puerto Rico              | Lovgivende forsamling (Asamblea Legislativa) | Senatet (Senado)                                              | Overhus                         | 4           | Flertal                                                                                         | 27      | 465.427              | 2,091                         | senado.pr.gov Arkiveret 4. februar 2022 hos Wayback Machine              |
| Saint Barthélemy         |                                              | Territoriale råd                                              | Etkammersystem                  | 5           |                                                                                                 | 19      |                      |                               |                                                                          |
| Sankt Helena             |                                              | Lovgivende råd                                                | Etkammersystem                  | 4           |                                                                                                 | 21      | 1.266                | 2                             |                                                                          |
| Saint Martin             |                                              | Territoriale råd (fr) (conseil territorial)                   | Etkammersystem                  |             |                                                                                                 |         |                      |                               |                                                                          |
| Saint-Pierre og Miquelon |                                              | Territoriale råd                                              | Etkammersystem                  | 6           |                                                                                                 | 19      |                      |                               |                                                                          |
| Sark                     |                                              | Lensherreanmodninger                                          | Etkammersystem                  |             |                                                                                                 | 12      | 50                   |                               |                                                                          |
| Skotland                 |                                              | Parlamentet (Pàrlamaid na h-Alba, Scots Pairliament)          | Etkammersystem                  | 5           | Additional Member System                                                                        | 129     | 40.734               |                               | www.scottish.parliament.uk                                               |
| Sint Maarten             |                                              | Estaterne (Staten)                                            | Etkammersystem                  | 4           |                                                                                                 | 15      | 2.495                | 52                            |                                                                          |
| Tokelau                  |                                              | Parlamentet                                                   | Etkammersystem                  | 3           |                                                                                                 | 20      | 70                   | 1                             |                                                                          |
| Turks- og Caicosøerne    |                                              | Forsamlingshuset                                              | Etkammersystem                  | 4           |                                                                                                 | 21      | 1.498                | 10                            |                                                                          |
| Amerikanske Jomfruøer    |                                              | Lovgivningsmagt                                               | Etkammersystem                  | 2           |                                                                                                 | 15      | 7.093                | 105                           |                                                                          |
| Wales                    |                                              | Nationalforsamlingen (Cynulliad Cenedlaethol Cymru)           | Etkammersystem                  | 5           | Additional Member System                                                                        | 60      | 51.066               |                               | www.assembly.wales                                                       |
| Wallis og Futuna         |                                              | Territoriale forsamling (Assemblée Territoriale)              | Etkammersystem                  | 5           |                                                                                                 | 20      | 650                  | 3                             |                                                                          |

### Lovgivende forsamlinger i ikke-FN-stater (heriblandt ikke-anerkendte og omstridte territorier)
| Ikke-FN-stat                 | Samlet navn på entitet     | Navn på lovgivende forsamling                                         | Niveau af lovgivende forsamling | Mandat (år) | Valgmetode                                                                                      | Pladser | Befolkning pr. plads |
| ---------------------------- | -------------------------- | --------------------------------------------------------------------- | ------------------------------- | ----------- | ----------------------------------------------------------------------------------------------- | ------- | -------------------- |
| Abkhasien                    |                            | Folkets forsamling (Жәлар Реизара, Zhelar Reizara)                    | Etkammersystem                  | 5           |                                                                                                 | 35      | 6,877                |
| Cookøerne                    |                            | Parlamentet                                                           | Etkammersystem                  | 4           |                                                                                                 | 24      | 815,375              |
| Kosovo                       |                            | Forsamlingen (albansk: Kuvendi i Kosovës, serbisk: Скупштина Косова)  | Etkammersystem                  | 4           |                                                                                                 | 120     | 15,213               |
| Republikken Nagorno-Karabakh |                            | Nationalforsamlingen (Azgayin Zhoghov)                                | Etkammersystem                  | 5           |                                                                                                 | 33      | 4,284                |
| Niue                         |                            | Forsamlingen                                                          | Etkammersystem                  | 3           |                                                                                                 | 20      | 69                   |
| Nordcypern                   |                            | Republikkens forsamling (Cumhuriyet Meclisi)                          | Etkammersystem                  | 5           |                                                                                                 | 50      | 5,898                |
| Staten Palæstina             |                            | Lovgivende råd (palæstinensiske selvstyre)                            | Etkammersystem                  |             |                                                                                                 | 132     | 32,277               |
| Vestsahara                   |                            | Nationalrådet (المجلس الوطني الصحراوي Al-Majlis al-Watani al-Sahrawi) | Etkammersystem                  | 2           |                                                                                                 | 53      |                      |
| Somaliland                   | Parlamentet (Baarlamaanka) | Repræsentanternes hus (Golaha Wakiilada)                              | Underhuset                      | 5           |                                                                                                 | 82      | 42,682               |
| Somaliland                   | Parlamentet (Baarlamaanka) | De ældres hus (Golaha Guurtida)                                       | Overhuset                       |             |                                                                                                 | 82      | 42,682               |
| Sydossetien                  |                            | Parlamentet                                                           | Etkammersystem                  | 5           |                                                                                                 | 34      | 2,117                |
| Taiwan                       |                            | Legislative Yuan (立法院 Lìfǎ Yùan)                                   | Etkammersystem                  | 4           | first past the post med nogle pladser via lukket partiliste eller enkelt ikke-overførbar stemme | 113     | 117,360              |
| Transnistrien                |                            | Øverste råd (Верховный Совет, Verhkovny Sovet)                        | Etkammersystem                  | 5           |                                                                                                 | 43      | 12,062               |

## Fodnoter
1. ↑  Article 7(3) Treaty of Lisbon: Protocol ON THE APPLICATION OF THE PRINCIPLES OF SUBSIDIARITY AND PROPORTIONALITY Arkiveret 23. marts 2014 hos  Wayback Machine
2. 1 2 3 4 5 6 7 8 9 10 11 12 13 14 15 16  Intet kendt indfødt navn
3. 1 2  Statsoverhovedet er en konstitueret del af parlamentet.
4. ↑  "Arkiveret kopi". Arkiveret fra originalen 30. juni 2017. Hentet 27. juli 2016.
5. ↑  Også: Temsilciler Meclisi
6. ↑  Også: Riksdag
7. ↑  Også: Nationalforsamlingen (Assemblée Nationale)
8. ↑  Også: Chambre des Députés
9. ↑  Også: Assemblée nationale
10. ↑  Bogstaveligt "Folkets Hal"
11. ↑  Bogstaveligt "Nationens Hal"
12. ↑  Også benævnt den Store National-Khural.
13. ↑  Den rådgivende forsamling er kun rådgivende
14. ↑  Statsforsamlingen er kun rådgivende
15. ↑  Navnet anvendes kun i de sjældne situationer hvor begge kamre sidder sammen
16. ↑  den rådgivende forsamling er kun rådgivende
17. ↑  Lakota, Igor (2006). Sistem nepopolne dvodomnosti v slovenskem parlamentu (diplomska naloga) [The system of incomplete bicameralism in the Slovenian Parliament (diploma thesis)] (PDF) (slovensk). Faculty of Social Sciences, University of Ljubljana. s. 62. Hentet 16. december 2010. Opinions differ, however the majority of domestic experts agree that the National Council may be regarded as the upper house, but the bicameralism is distinctively incomplete.
18. ↑  Parliament of the Pridnestrovian Moldavian Republic (Pridnestrovie)